# Xandramella
Xandramella là một chi bướm đêm thuộc họ Geometridae.